# NGC 4297
NGC 4297是一个位于室女座的透鏡狀星系，距离地球约2亿光年，1784年4月13日由威廉·赫歇爾发现。它与NGC 4296是一对交互作用星系 。